# Списак ликова у серији Чари

Чари (енгл. Charmed) америчка је телевизијска серија коју је првобитно емитовала телевизијска мрежа The WB током осам сезона од 7. октобра 1998. до 21. маја 2006. године. Нарација серије прати три сестре, познате као Зачаране, најмоћније добре вјештице свих времена, које користе своју „Моћ тројства” за заштиту недужних живота од злих бића као што су демони и вјешци. Свака сестра посједује јединствену магичну моћ која расте и развија се, док оне покушавају да одрже нормалан живот у Сан Франциску. Одржавање натприродног идентитета одвојеног и скривеног од обичних живота често представља изазов за њих, са излагањем магије које има далекосежне посљедице на њихове разне односе и резултира бројним истрагама полиције и ФБИ током серије. Серија се у почетку фокусира на три сестре, Пру (Шанен Доерти), Пајпер (Холи Мари Коумс) и Фиби (Алиса Милано) Халивел. Међутим, након Пруине смрти на крају треће сезоне, њихова дуго изгубљена полусестра Пејџ Метјуз (Роуз Макгауан) долази на њено мјесто на почетку четврте сезоне.

## Ликови

### Главни
| Глумци             | Ликови         | Сезоне   | Сезоне | Сезоне | Сезоне | Сезоне    | Сезоне | Сезоне    | Сезоне    |
| Глумци             | Ликови         | 1        | 2      | 3      | 4      | 5         | 6      | 7         | 8         |
| ------------------ | -------------- | -------- | ------ | ------ | ------ | --------- | ------ | --------- | --------- |
| Шанен Доерти       | Пру Халивел    | Главни   | Главни | Главни | Н/Д    | Н/Д       | Н/Д    | Н/Д       | Н/Д       |
| Холи Мари Коумс    | Пајпер Халивел | Главни   | Главни | Главни | Главни | Главни    | Главни | Главни    | Главни    |
| Алиса Милано       | Фиби Халивел   | Главни   | Главни | Главни | Главни | Главни    | Главни | Главни    | Главни    |
| Тед Кинг           | Енди Трудо     | Главни   | Н/Д    | Н/Д    | Н/Д    | Н/Д       | Н/Д    | Н/Д       | Н/Д       |
| Доријан Грегори    | Дерил Морис    | Главни   | Главни | Главни | Главни | Главни    | Главни | Главни    | Н/Д       |
| Грег Вон           | Ден Гордон     | Н/Д      | Главни | Н/Д    | Н/Д    | Н/Д       | Н/Д    | Н/Д       | Н/Д       |
| Карис Пејџ Брајант | Џени Гордон    | Н/Д      | Главни | Н/Д    | Н/Д    | Н/Д       | Н/Д    | Н/Д       | Н/Д       |
| Брајан Краузе      | Лео Вајат      | Повратни | Главни | Главни | Главни | Главни    | Главни | Главни    | Главни    |
| Џулијан Макман 1   | Кол Тарнер     | Н/Д      | Н/Д    | Главни | Главни | Главни    | Н/Д    | Гостујући | Н/Д       |
| Роуз Макгауан      | Пејџ Метјуз    | Н/Д      | Н/Д    | Н/Д    | Главни | Главни    | Главни | Главни    | Главни    |
| Дру Фулер          | Крис Халивел   | Н/Д      | Н/Д    | Н/Д    | Н/Д    | Гостујући | Главни | Гостујући | Гостујући |
| Кејли Квоко        | Били Џенкинс   | Н/Д      | Н/Д    | Н/Д    | Н/Д    | Н/Д       | Н/Д    | Н/Д       | Главни    |

### Повратни
| Џејсон и Кристофер Симонс 2 | Вајат Халивел           | Н/Д       | Н/Д       | Н/Д       | Н/Д      | Повратни  | Повратни | Повратни  | Повратни  |     |     |     |
| Ребека Белдинг 3            | Елис Ротман             | Гостујући | Н/Д       | Н/Д       | Повратни | Повратни  | Повратни | Повратни  | Повратни  |     |     |     |
| Џенифер Родс                | Пени Халивел            | Повратни  | Повратни  | Повратни  | Повратни | Повратни  | Повратни | Повратни  | Повратни  |     |     |     |
| Џејмс Рид 4                 | Виктор Бенет            | Гостујући | Н/Д       | Повратни  | Повратни | Повратни  | Повратни | Повратни  | Повратни  |     |     |     |
| Иван Сергеј                 | Хенри Мичел             | Н/Д       | Н/Д       | Н/Д       | Н/Д      | Н/Д       | Н/Д      | Н/Д       | Повратни  |     |     |     |
| Аманда Сиклер               | Софи                    | Н/Д       | Н/Д       | Н/Д       | Повратни | Повратни  | Повратни | Повратни  | Повратни  |     |     |     |
| Финола Хјуз                 | Пети Халивел            | Повратни  | Повратни  | Повратни  | Повратни | Повратни  | Н/Д      | Повратни  | Повратни  |     |     |     |
| Џол Светов                  | Ааватар Алфа            | Н/Д       | Н/Д       | Н/Д       | Н/Д      | Повратни  | Повратни | Повратни  | Н/Д       |     |     |     |
| Жења Лано                   | Инспекторка Шеридан     | Н/Д       | Н/Д       | Н/Д       | Н/Д      | Н/Д       | Повратни | Повратни  | Н/Д       |     |     |     |
| Ерик Дејн                   | Џејсон Дин              | Н/Д       | Н/Д       | Н/Д       | Н/Д      | Повратни  | Повратни | Н/Д       | Н/Д       |     |     |     |
| Кер Смит                    | Кајл Броди              | Н/Д       | Н/Д       | Н/Д       | Н/Д      | Н/Д       | Н/Д      | Повратни  | Н/Д       |     |     |     |
| Сандра Проспер              | Шејла Морис             | Н/Д       | Н/Д       | Н/Д       | Н/Д      | Повратни  | Повратни | Повратни  | Н/Д       |     |     |     |
| Марнет Петерсон             | Кристи Џенкинс          | Н/Д       | Н/Д       | Н/Д       | Н/Д      | Н/Д       | Н/Д      | Н/Д       | Повратни  |     |     |     |
| Деби Морган                 | Пророчица               | Н/Д       | Н/Д       | Н/Д       | Повратни | Гостујући | Н/Д      | Н/Д       | Н/Д       | Н/Д | Н/Д | Н/Д |
| Дејвид Риверс               | Боб Кован               | Н/Д       | Н/Д       | Н/Д       | Повратни | Гостујући | Н/Д      | Н/Д       | Н/Д       |     |     |     |
| Одед Фер                    | Занку                   | Н/Д       | Н/Д       | Н/Д       | Н/Д      | Н/Д       | Н/Д      | Повратни  | Н/Д       |     |     |     |
| Били Дрејго                 | Барбас                  | Гостујући | Гостујући | Н/Д       | Н/Д      | Гостујући | Повратни | Гостујући | Н/Д       |     |     |     |
| Ник Лахи                    | Лесли Сент Клер         | Н/Д       | Н/Д       | Н/Д       | Н/Д      | Н/Д       | Н/Д      | Повратни  | Н/Д       |     |     |     |
| Лохлин Манро                | Џек Шеридан             | Н/Д       | Повратни  | Н/Д       | Н/Д      | Н/Д       | Н/Д      | Н/Д       | Н/Д       |     |     |     |
| Гилдарт Џексон              | Гидеон                  | Н/Д       | Н/Д       | Н/Д       | Н/Д      | Н/Д       | Повратни | Н/Д       | Н/Д       |     |     |     |
| Виктор Вебстер              | Куп                     | Н/Д       | Н/Д       | Н/Д       | Н/Д      | Н/Д       | Н/Д      | Н/Д       | Повратни  |     |     |     |
| Џејсон Луис                 | Декс Лавсон             | Н/Д       | Н/Д       | Н/Д       | Н/Д      | Н/Д       | Н/Д      | Н/Д       | Повратни  |     |     |     |
| Патрис Фишер                | Аватар Бета             | Н/Д       | Н/Д       | Н/Д       | Н/Д      | Н/Д       | Н/Д      | Повратни  | Н/Д       |     |     |     |
| Питер Вудвард 5             | Извор                   | Н/Д       | Н/Д       | Гостујући | Повратни | Н/Д       | Н/Д      | Н/Д       | Гостујући |     |     |     |
| Балтазар Гети               | Ричард Монтана          | Н/Д       | Н/Д       | Н/Д       | Н/Д      | Н/Д       | Повратни | Н/Д       | Н/Д       |     |     |     |
| Нил Робертс                 | Рекс Бакленд            | Повратни  | Н/Д       | Н/Д       | Н/Д      | Н/Д       | Н/Д      | Н/Д       | Н/Д       |     |     |     |
| Лиланд Крук                 | Кандор                  | Н/Д       | Н/Д       | Н/Д       | Н/Д      | Н/Д       | Н/Д      | Н/Д       | Повратни  |     |     |     |
| Ли-Елин Бејкер              | Хана Вебстер            | Повратни  | Н/Д       | Н/Д       | Н/Д      | Н/Д       | Н/Д      | Н/Д       | Н/Д       |     |     |     |
| Ијан Ентони Дејл            | Аватар Гама             | Н/Д       | Н/Д       | Н/Д       | Н/Д      | Н/Д       | Н/Д      | Повратни  | Н/Д       |     |     |     |
| Кристин Роуз                | Клер Прајс              | Повратни  | Повратни  | Н/Д       | Н/Д      | Н/Д       | Н/Д      | Н/Д       | Н/Д       |     |     |     |
| Кит Дајмонд                 | Инспектор Рис Дејвидсон | Н/Д       | Н/Д       | Повратни  | Н/Д      | Н/Д       | Н/Д      | Гостујући | Н/Д       |     |     |     |

- ^1  У сезонама три и четири, Колову демонска страна, Балтазар, глуми Мајкл Бејли Смит
- ^2  Вес Ремзи глуми одраслог Вајата
- ^3  У првој сезони, Ребека Болдинг глуми Тетку Џеки у првој епизоди
- ^4  У првој сезони, Виктора Бенета глуми Ентони Денисон
- ^5  У трећој сезони, Извор глуми Мајкл Бејли Смит , а у четвртој сезони Бен Гилори

### Главне глумице (Чаробнице)

#### Пајпер Халивел
Пајпер Халивел: глуми је Холи Мари Коумс (1998—2006)
Пајпер Халивел, рођена као средње дете, била је посредник у свађама Пру и Фиби. Пајпер је од почетка била „несрећна у љубави“, што се и дало видети у главној љубавној причи са њом и Леом која је трајала од прве до треће сезона. Пајпер је добила моћ темпоралног стазиса/молекуларне имобилизације односно заустављања времена. Пајпер је радила као куварица, а онда и менаџер ресторана "Quake" све до краја прве сезоне, када је дала отказ и отворила свој ноћни клуб са именом "P3" у сезони 2. У трећој сезони, Пајпер и Лео су одлучили да се венчају, али је Пру из астралне пројекције изазвала проблеме. Пајпер је схватила ово као знак и отказала венчање, чак и након добијања сагласности од старешина. Развила је моћ молекуларно запаљивање, односно експлодирање предмета. Ускоро је уследила трагедија када је њена старија сестра Пру дала свој живот како би спасила Пајпер од смрти. Ова трагедија је и даље прогони до дана данашњег и никад није могла то да прихвати. У четвртој сезони, наследила је улогу најстарије сестре од Пру, започевши нову, слабију Моћ тројке. Она је позната по својим чежњама за нормалним животом. У петој сезони је родила своје прво мушко дете, Вајата, а на крају шесте сезоне и Криса. За Вајата се сумњало да је најјачи извор магије. У шестој сезони, одрасли Крис је дошао из будућности како би спречио малог Вајата да постане зао. Током шесте сезоне, Лео и Пајпер су се раставили, јер је Лео постао старешина. Током седме сезоне, Лео је искушан да изабере своју судбину - да ли жели да остане старешина или да живи без моћи са Пајпер. Старешине су утицале на Леа, али је касније „пао у немилост“ и постао смртник како би живео са својом породицом. На крају седме сезоне, Лео и Пајпер су унеколико срећнији заједно.

#### Фиби Халивел
Фиби Халивел: глуми је Алиса Милано (1998—2006)
Фиби Халивел је била најмлађе дете, све док Пејџ није била откривена, и била је веома отвореног духа када је открила своје моћи. Серија се доста фокусирала на њу, на то како се развила као лик и на њено занимање. Дата јој је моћ визија или „гледање у будућност и прошлост“, јер је Пру раније рекла да Фиби никад не гледа будућност… У трећој сезони, Фиби је одлучила да не буде више незапослена и да се врати на колеџ и добије диплому. Онда је достигла моћ левитације. Током треће сезоне, Фиби је дошла у контакт са адвокатом, који је, на њено незнање, био полу-демон звани Кол Тарнер (Балтазар). Ова љубав не само да је била шкодна за њу, већ је и проузроковала смрт њене најстарије сестре, Пру. Њена љубав према њему је постојала током треће и четврте сезоне до те размере да је чак прешла на тамну страну. Постала је краљица Подземља на кратко време и носила је „Наследника Извора“. У петој сезони, међутим, Фиби је напустила Кола и на крају га уништила. Кол би се у каснијим епизодама вратио и покушао да оживи своју љубав са Фиби, али никад успешно. Око шесте сезоне, Фиби је развила моћ коју није могла да контролише толико добро: емпатију. Емпатија је способност осећања и слушања туђих емоција, што често дозвољава контролисање туђих моћи. Током магичне мисије, Фиби је спасила колумнисту из опасне ситуације. Колумниста је одлучила да јој, у знак захвалности, да посао. Фиби је ускоро постала колумниста за своју колумну, касније названу „Питајте Фиби“ у новинама Bay Mirror, а онда се заљубила у свог новог шефа, Џејсона Дина - све док је није запосела Мата Хари, када је објаснила да су сва чудна дешавања била због тога што је она вештица. Због овога, они су се на кратко раставили. Она је отишла на одмор на кратко време и набавила привременог писца да заузме њено место, мушкарца Леслија, у кога се заљубила. Кратко су трајали као пар и морао је да оде због свог привременог положаја. Њене моћи су јој уклоњене на кратко од краја шесте до почетка седме сезоне као казна за употребљавање својих моћи и чини за личну добит. Фиби се заљубила у једног од предавача у Магичној школи, Дрејка, али је открила да та љубав неће дуго трајати, јер је он требало да умре за пар недеља. Била је сама како се сезона завршила, али већ у осмој сезони, Фиби тражи нову везу. Онда проналази Декса Лосона, који је веровао да је права Фиби Халивел умрла. Она му је показала да је Фиби ипак жива и то магичним путем и тако та веза ипак није потрајала. Касније у осмој сезони је посећује Купидон (Coop). Она се убрзо заљубљује у њега и сазнаје да то није забрањена љубав. Она се на крају удаје за њега и са њим ће имати три предивне ћеркице.

#### Пруденс „Пру“ Халивел
Пруденс Халивел: глумила ју је Шенен Доерти (1998—2001)
Пру је била најстарија и најмоћнија сестра од прве до треће сезоне. Пошто је прва рођена, наследила је највише моћи из своје породичне линије. То ју је учинило најјачом и скоро неуништивом. У првој сезони је била у романтичној вези са Ендијем Трудоом, али је он на крају прве сезоне умро спашавајући њен живот. Током прве сезоне, развила је моћ телекинезе, што представља способност померања предмета умом. Радила је у Бакланд аукцијској кући све до половине друге сезоне, када је дала отказ и постала фотограф. Придружила се магазину 415 где је била један од главних фотографа. Пру је ускоро задобила моћ астралне пројекције у другој сезони, што представља способност да пројектује спектрални облик на неко удаљено место, мада је астрална Пру била опипљива и могла је да додирује ствари. Пру је имала потешкоћа са равнотежом посла и разоноде све до своје смрти, када ју је демон ветра Шакс (главни убица Извора) убио на крају треће сезоне. Пру је потрошила доста времена и енергија да би постала моћнија вештица, „супервештица“ породице, како су је некад називали. Пру је била та која је бринула о Фиби и Пајпер пошто је њихова мајка умрла када су биле веома мале. Посветила је цео свој живот да их сачува, а Извор је то искористио и преварио ју је тако што је дала свој живот за Пајперин. Моћ тројке је била уништена, али је убрзо после враћена када су Пајпер и Фиби откриле да имају још једну сестру. Пошто је Пру умрла, Пајпер је добила одговорност да игра улогу најстарије сестре.

#### Пејџ Метјуз
Пејџ Метјуз: глуми је Роуз Макгауан (2001—2006)
Пети, мајка девојака, имала је аферу са својим Белосвицем, Семом, и родила је Пејџ Метјуз. Међутим, ово је морала да буде тајна, тако да су је Сем и Пети дали цркви. Тамо је Пејџ дата породици Метјуз. Пајпер је пронашла Пејџ када је бацила чини за проналажење „изгубљене вештице“. Она је присуствовала Пруиној сахрани и поново ујединила Чаробнице. Пошто је Пејџ дело вештица, а делом белосвитац, има доста моћи. Има способност да се телепортује и да телекинетички позове неки предмет. Такође може да осећа и да мења свој изглед. Била је социјални радник у четвртој сезони, када се десило доста потешкоћа. Када је први пут упознала Пајпер и Фиби, напао ју је демон Шекс који је убио Пру. Она је помогла да се Шекс уништи (то је било њено прво уништење демона) и постала је Чаробница. У петој сезони, одлучила је да узме слободну годину како би трагала за својом судбином вештице. Пејџ је била у озбиљној романтичној вези са вешцем Ричардом Монтаном током рада на свом привременом послу у шестој сезони. Посао је био магичан, јер је постојао сукоб између две породице која је кулминирала изазивајући многе смрти. Ричард Монтана ју је напустио јер је полудео због употребе магије. Током седме сезоне, дошли су Аватари и покојни агент Кајл Броди се заљубио у њу док је трагао за њима, у погрешном веровању да су Аватари убили његове родитеље. Он и један Аватар су убили једно другога. Постао је белосвитац, али не Пејџин. Пејџ је постала директорка Магичне школе када је ту позицију упразнио Гидеон. Пејџ је касније напустила Магичну школу како би се концентрисала на своје дужности као Чаробнице и како би помогла својим новододељеним белосвитачким штићеницима. Касније је упознала Хенрија, и на крају се удала за њега и родила му две ћерке, док је најмлађи њихов син заправо усвојен.

### Споредни глумци

#### Лео Вајат
Лео Вајат: глуми га Брајан Краус (1998—2005); био је помоћни лик током прве и половине друге сезоне.
Рођендан: 6. мај 1924.
Умро: 14. новембар 1942.
На почетку је Лео радио тајно у кући као мајстор. Он је био војни болничар из Другог светског рата када је био млад и смртан. Када је убијен у бици, претворен је у белосвица (белосвици су попут анђела чувара за вештице и имају могућност да исцељују своје вештице-штићенике и људе). Сада, он је муж од Пајпер и белосвитац Чаробница. Лео помаже сестрама да убију демоне и може да исцељује сестре ако им је потребно. Лео и Пајпер су родитељи Вајата и Кристофера. После кризе у којој су грчки Титани напали Старешине, Лео се успео на статус Старешине, чиме је значајно повећао своју моћ, укључујући (што је откривено тек на крају шесте сезоне) моћ бацања муња, што изгледа да сваки Старешина поседује. Крис га је послао на Валхалу, дом Валкира из нордијске митологије, одакле су га Пајпер и сестре спасиле. Касније се придружио Аватарима како би спасио сестре од умирања тако што ће створити свет без демона, али је ово било безуспешно. Онда је (у седмој сезони) „пао у немилост“ и сада је смртник, пошто је морао да изабере између живота као Старешине и породице. У осмој сезони је Лео „замрзнут“ због мистериозног обрта среће сестара. Заправо, Краусова појављивања у серији су ограничена на првих десет епизода последње сезоне због разлога буџета; извршни продуцент серије, Бред Керн, изјавио је да ће се Леов лик вратити ако још пара буде било доступно за продукцију.

#### Дерил Морис
Дерил Морис: глумио га је Доријан Грегори (1998—2005)
Поручник (унапређен са положаја инспектора) у полицији Сан Франциска, био је некад партнер инспектора Ендија Трудоа. Дерил има жену и два сина. Пошто је открио тајну сестара, он им је био од велике помоћи тако што је заташкавао нерешене случајеве везане за демонске активности. Недавно се, међутим, посвађао са њима, јер је морао доста да ризикује. Дерил је убио смртног убицу када га је запосео фантазам, али то је уочила детективка Шеридан. „Чистачи“ су учинили да остали људи верују да је убио ту особу намерно и због тога је Дерилу изрекнута смртна казна. Пре него што је требало да убију Дерила, Чаробнице су успеле да то зауставе и учиниле су да поверује да је све то био само сан. Дерил је онда престао да им помаже и покрива их, а и ухапсио је Криса због крађе аутомобила док је покушао да ухвати демона. Од осме сезоне, Доријан Грегори више није члан глумачке поставе због ограничења у буџету. У серији је Дерил пребачен на Источну обалу, где он и његова породица живе без сталних позива од стране Чаробница.

#### Кол Тарнер
Кол Тарнер: глумио га је Џулијан Макман (2000—2003)
Кола Тарнера је први пут послала Тријада, која је радила за Извор свег зла, како би убио Чаробнице. Онда је имао злу половину која је била позната као озлоглашени демон Балтазар. Он се заљубио у Фиби, и уместо да убије Чаробнице, он је уништио Тријаду. Тим је издао Извор и окренуо леђа својој врсти и целом злу. После неког времена, Чаробнице су откриле да је он био Балтазар. Пру и Пајпер су желеле да га униште, али Фиби није била у стању, јер се заљубила у њега. Помогла је Колу да исценира своју смрт и он је успео да побегне. Фиби је лагала све, говорећи да је уништила Балтазара/Кола. Чак је и Подземље веровало да је он мртав. Временом, Фиби је признала својим сестрама да је морала да пусти Кола. Кол се поново појавио и на почетку разбеснео Фиби, која га је и даље волела, али није хтела да дозволи то себи. Међутим, пошто је Кол помогао да се Пру спречи од удаје за вешца, и пошто је помогао Пру да спасе Фибин живот, успео је да убеди сестре да више није зао. Кол је онда наставио да помаже Чаробницама, доказавши се да је моћан савезник. Чак је и успео да значајно ослаби Извор током борбе да се сачува Пајперин живот. Након што је његова зла половина случајно уништена, постао је смртник и наставио да помаже сестрама својим знањем о демонима. Онда је примио моћ Сенке, енергије која гута магију, и помогао је сестрама да убију Извор свег зла. Ослободио је Сенку и вратио је на своје место, али га је онда запосео живи зли дух Извора, па је опет постао зао, али никад није престао да воли Фиби, која је временом затруднела са дететом Извора. Тада је и Фиби постала зла, удала се за Кола и постала краљица Подземља. Касније се опростила од Кола и помогла сестрама да га униште као Извора. Кол је тада нестао, али се убрзо вратио са новим моћима. Фиби је замрзела Кола после тога и он је полудео и покушао да се убије, али је схватио да не може, јер је неуништив. Кол је примио још моћи од једног Аватара и покушао је да врати време како би поново био са Фиби, али је Пејџ дознала за његов план. Кол није био неуништив у то време; био је Балтазар, тако да су Чаробнице могле да га униште једном заувек. Мислило се да је отишао заувек, али се вратио у спектралном облику током седме сезоне како би саветовао Пајпер и такође се осигурао да Фиби неће дићи руке од љубави. Џулијан Макман је првобитно дошао на аудицију за улогу инспектора Ендија Трудоа.

#### Енди Трудо
Енди Трудо: глумио га је Тед Кинг (1998—1999)
Енди је радио као инспектор за полицију Сан Франциска и случајношћу су му били додељени скоро сви случајеви који су укључивали сестре Халивел. Он је радио са Дерилом и био је заљубљен у Пру, али су раскинули јер она није хтела да му каже своју тајну. Временом је Енди открио тајне сестара, као и да су биле заслужне за спашавање много живота. Онда је ризиковао своју каријеру како би им помогао и на крају је жртвовао свој живот да би их заштитио од демона Родригеза. Брајан Краусе (глумац који глуми Леа) је првобитно дошао на аудицију за овог лика.

#### Ден и Џени Гордон
Ден Гордон: глумио га је Грег Вон (1999—2000)
Комшија смртник који је био заљубљен у Пајпер Халивел. Он и његова нећака Џени су живели у кући до сестара Халивел. Он је пре играо бејзбол за Сијетл Маринерсе док није повредио колено, а онда је радио на градилишту. Иако Ден никад није открио тајну сестара, он је приметио чудне ствари у њиховим животима и често је сумњао да су криле нешто. Када је Ден почео да се свиђа средњој сестри, Пајпер, је одлучила да излази са њим уместо са Леом јер је њихова веза деловала далеко мање компликована. Међутим, Пајперина изненадна нестајања и избегавања његових питања су излудела Дена и учинила га да се осећа несигурним у њихову везу. Такође се увек осећао угроженим од стране Леа, јер иако се нису често виђали, знао је да су Пајпер и Лео били озбиљни и да је Пајпер и даље стало до њега. Ден је осетио да је просто био на „географски пожељном месту“ и да је то била основа њихове целе везе. Пајпер је на крају раскинула са њим пошто је схватила да упркос томе што је волела Дена, она је ипак више волела Леа. Ден је такође постао веома сумњичав због Леа; чак је и замолио свог шурака из Стејт дипартмента да провери Леов досије у војсци. Када је његов шурак открио да је Лео био војник у Другом светском рату где је и умро, Ден је представио ту информацију Лео, а касније и Пајпер. Ден се одселио у Портланд када му је понуђен посао тамо, одлучивши да је време да настави са својим животом.
Џени Гордон: глумила је Керис Пејџ Брајант (1999)
Џени је нећака Дена Гордона и комшиница и пријатељица Халивел сестара. Била је позната по томе да је долазила код њих за женске савете кад ју је био срам да прича са Деном. Она је заправо била у серији само да одвуче пажњу.

#### Кристофер Пери Халивел
Крис Пери: глумио га је Дру Фулер (2003—2004)
Уведен као нерасположени и мистериозни белосвитац из будућности, Крис је постао нови белосвитац сестрама када је Лео постао Старешина. Али он очито није био као остали белосвици: могао је да се телепортује и да осећа своје штићенике, али није могао да исцељује. Касније је признао да је половином вештац, што је објаснило зашто није могао да се замрзне и зашто је имао моћ телекинезе (такође је могао да као и Пајпер убрзава молекуле што је доводило до експлозије ствари, али је ретко користио ту моћ). Али је и поред тога требало доста времена Леу и сестрама да почну потпуно да му верују, јер су његова дела често била сумњива и зато што се фокусирао на убијање демона. Временом су сви сазнали да је Крис други син од Леа и Пајпер, и да је добио име по Леовом оцу, што је објашњавало зашто има неке моћи Леа а неке Пајпер. Он се вратио да пронађе и уништи оног који је био одговоран за претварање његовог брата Вајата у зло биће; касније је то и постигао уз помоћ своје породице. Крис је мрзео Леа зато што му се он никад није нашао у будућности, али се касније помирио са својим оцем. Одраслог Криса је смртно ранио Гидеон док је Крис покушавао да заштити малог Вајата; умро је у Леовим рукама неколико сати пре него што га је Пајпер родила. Срећом, Крис је покренуо нову будућност за себе и своју породицу и могуће је да ће се његова судбина променити ка бољем.

#### Били Џенкинс
Били Џенкинс: глуми је Кејли Куоко (2005—2006)
Били Џенкинс је уведена у серију као млада вештица која више обраћа пажњу на борбу са демонима него на своје образовање. Били је стављена у туторство Чаробница и она им помаже са великим проблемима. Има моћ телекинезе, а касније је развила моћ пројекције - моћне способности да манипулише реалношћу, што значи да може да симулира или копира друге моћи. Њену сестру су одвели и заробили моћни демони док је била дете, што је подстакло Били да постане тако вешта у својим моћима. Она тренутно трага за својом сестром у нади да је и даље жива. Анђео Судбине јој говори да ће пронаћи своју сестру, да јој је то судбина. Били је додата у уводну шпицу.

### Помоћни глумци

#### Породица
- Виктор Бенет - Отац Пру, Пајпер и Фиби. Развео се од мајке Чаробница, Патрише Халивел, када су девојке биле мале, пошто је сазнао да његове жена и ћерке имају натприродне моћи. Виктор није био присутан у већем делу живота девојака; његова најстарија ћерка га је мрзела током највећег дела свог живота. Почео је да гради везу са својим ћеркама пошто су поново откриле своје моћи у својим двадесетим годинама. До краја треће сезоне, био је у добрим односима са све три сестре. Такође се помирио и са Пети кроз разговоре са њеним духом (иако се и даље не слаже са бакиним духом). Виктор често путује због посла и само повремено свраћа. У будућности, Виктор је близак са својим унуком, Крисом, због Пајперине смрти, међутим, с обзиром да су Чаробнице и Крис учинили да будућност крене другим током, ово може да се промени. Он узима у старатељство и Вајата и Криса када Чаробнице морају да инсценирају своју смрт на крају седме сезоне. Тони Денисон је глумио Виктора у само једној епизоди, након чега је Џејмс Рид преузео улогу.
- Патриша Халивел: Финола Хјуз - Мајка Пру, Пајпер, Фиби и Пејџ; ћерка од Пенелопи. Била је удата за Виктора Бенета и имала је аферу са својим Белосвицем Семом (Пејџиним оцем). Пети је своју четврту трудноћу чувала тајном, пошто Старешине нису хтеле да одобре то, па је дала своју бебу на усвајање убрзо после порођаја. Само њена мајка и њен љубавник су знали за ово дете. Као Пајпер, и Пети је поседовала моћ темпоралног стазиса/молекуларне имобилизације, и на кратко је имала могућност визија, док је била трудна са Фиби. Убио ју је водени демон, али њен дух повремено посећује њену децу.
- Пенелопи Халивел/"бака“ - Бака Пру, Пајпер, Фиби и Пејџ; Патришина мајка. Моћна жена која је поседовала моћ телекинезе и додала је велики број напитака и чини у Књигу сенки. Везала је моћи Пру, Пајпер и Фиби када су биле мале како би их заштитила од вешца. Пошто је Пети умрла, бака их је сама одгајила и чувала од њих тајне о њиховој Чаробној судбини и постојању Пејџ. Умрла је од срчаног удара шест месеци пре него што је серија почела, али она наставља да надгледа своју унучад (окретала је стране Књиге сенки у првим годинама).
- Вајат Метју Халивел: Џејсон и Кристофер Симонс, Вес Ремзи - Први син Пајпер и Леа. Пророчанство је предсказало рођење двапут благосиљаног детета чудесних моћи на дана када би се три планете нашле у истој линији на Викански Сабат током Ауроре Бореалис. Такође је предодређено да ово дете користи легендарни мач Екскалибур. Рани показатељи Вајатове моћи могу да се виде чак и пре него што се он родио, јер је могао да користи магију из материце. Још од свог рођења, демони су стално покушавали да га отму (како би га преобратили у зло) или убију (из страха од његових изузетних моћи). Срећом, он је веома моћан малиша који може да разуме опасност у којој се налази и одбрани себе. Неке од његових моћи укључују исцељивање, телепортација, телекинетичко дозивање, мисаона пројекција (призивање), осећање, стварање штита. Његово име је комбинација презимена његовог оца, тетке Пејџ и мајке. Његов брат Крис се вратио из будућности током шесте сезоне како би га спречио да постане зао и изгледа да је успео у томе, мада је Крис платио својим животом и поново се родио као беба.
- Сем Вајлдер - Један од белосвитаца, биолошки отац Пејџ Метјуз, и тајни љубавник Патрише Халивел, која му је била и штићеница. Страдала је у борби са демоном воде. Када је Сем хтео да је спасе, употребила је своју моћ молекуларне имобилизације и зауставила га. Након њене смрти, због губитка штићенице, Старешине га ослобађају његове дужности, као и његових моћи, и он постаје смртник. Међутим, након дуго времена проведеног одвојен од своје кћерке Пејџ, сусреће се са њом када је у једној борби нападнута и погођена отровном стрелом црносвитаца. Будући да је покретач за већину моћи белосвитаца љубав, од љубави коју је осећао према Пејџ, успео је да поврати своје моћи и на време јој залечи рану, поново постајући белосвитац.

#### Пријатељи, љубавници, савезници и сарадници
- Агент Кајл Броди: Кер Смит - Мистериозни федерални агент који зна доста о натприродном свету. Броди је присуствовао смрти својих родитеља кад је био мали и већи део свог живота је потрошио како би се осветио бићима за које је веровао да су одговорна за њихову смрт. Та бића су били Аватари, древна натприродна раса одлучна да заврши битку између Добра и Зла наметнувши свој ред на свету. Броди је обичан смртник наоружан само древним напитком који наводно убија Аватаре. Његова потрага за овим бићима га је довела до Чаробница; он им помаже да чувају своју тајну у замену за њихову помоћ. Док су Пајпер, Фиби, Лео и Дерил опрезни због Бродијевих екстремних метода, Пејџ превиђа његову опсесију и заљубљује се у њега. Броди је убијен док је убијао једног Аватара, само да би се вратио као белосвитац и поздравио се од своје вољене Пејџ.
- Агент Мерфи Брендон Квин - Федерални агент из државне безбедности налик на агента Бродија и Киза. Сестре му откривају да су инсценирале своју смрт и терају га да обећа да ће чувати њихову тајну, у размену за његову безбедност и повремене натприродне услуге за владу. Након што су сестре откриле владину стратегију коришћења демона како би направили супервојнике, што је скоро истребило читаву магичну популацију, не зна се да ли ће оне наставити да раде за њега.
- Џејсон Дин: Ерик Дејн - Био је нови шеф у The Bay Mirror, новинама за које Фиби пише савете, а постао је и Фибин дечко преко годину дана. Џејсон је вио веома оријентисан каријери и Фиби је путовала са њим по читавом свету, укључујући и живот у Хонгконгу на кратко. Фиби је увек радила како би сакрила свој вештичји живот од њега, а када је открио, раскинуо је са њом.
- Дрејк Демон: Били Зејн - Дрејк је био демон који никад није убио зато што га је читање научило људским осећањима. Кол Тарнеров дух га је усмерио ка чаробњаку који га је начинио човеком на годину дана - услов је био да Дрејк мора да обнови Фибину веру у љубав пре него што се година напуни (након чега би умро). Дрејк је задржао своје демонске моћи, али би их изгубио у корист чаробњака ако би их употребио за зло. На кратко је радио у Магичној школи и испунио је своје обећање Колу пре него што је умро (заљубивши се у Фиби у процесу).
- Шила Морис је жена инспектора Дерила Мориса. Дерил јој је рекао тајну да су сестре Халивел вештице, и она је била способна да се избори са тим и разуме, што је довело до шока код сестара. Шили је касније Дерил рекао да не буде у близини сестара, јер је скоро била убијена док је покривала свог мужа.
- Старешина Один: Џон де Ленси - Веома моћан и бескомпромисни старешина.
- Елиз Ротман: Ребека Болдинг је шефица и уредник новина Bay Mirror. Она је чврста и строга, али како серија напредује, тако она постаје све мање и мање строга, поготово према Фиби.
- Пророчица II: Каризма Карпентер - Женски демон који користи велики бунар како би показала визије својим посетиоцима. Она предвиђа успење Аватара и покушава да направи договор са Чаробницама како би постала смртна. Убија је Занку пре него што добија шансу.
- Џек Шеридан: Локлин Манро - Џек је радио заједно са Пру у Баклендс аукцијској кући. То је надмен, пријатељски настројен човек који воли забаву и који је изненађујуће компетентан у свом послу. Он излази са Пру све док она не да отказ у Баклендсу. Има идентичног брата близанца који се зове Џеф.
- Лезли Сент Клер: Ник Лашеј - Помоћни писац запослен да пише Фибину колумну за савете на почетку седме сезоне. Иако је Фиби била шокирана кад је сазнала да је њен помоћни писац мушкарац, ипак се нашла у романтичној вези са њим током шест епизода у којима се појавио.

#### Главни непријатељи
- Аватар Алфа: Први пут се појавио у епизоди пете сезоне "Sam I Am", а вратио се у "Centennial Charmed" (стотој епизоди). Он је желео да Кол Тарнер постане Аватар, али је било прекасно када је Кол убијен. Скоро је постао велики споредан лик. Пошто је постигао свој циљ да задобије Чаробнице и Лија да му помогну да учини свет „Утопијом“ где он и остали Аватари диктирају све што се дешава, убрзо је био приморан да се одрекне овог света када су Чаробнице (најјача сила добра) и Занку (предводник демона) увидели његов план и припретили му смрћу. Његов лик је индиректно заслужан за смрти Кола Тарнера и Кајла Бродија.
- Барбас, демон страха - Били Драго: Барбас више пута покушава да убије сестре тако што окреће њихове највеће страхове против њих. Барбас се први пут појавио у првој сезони. Поново се појавио у другој сезони уз помоћ смртника Бејна Џесапа. Бејн му је помогао јер му је Барбас обећао богатство. Барбас се поново појавио у шестој сезони да помогне Гидеону да убије Вајата, али није уништен. У првој епизоди седме сезоне, Лео га је нашао са циљем да га убије због покушаја убиства Вајата. Барбас је преварио Лија и овај је убио једног Старешину уместо Барбаса, што га је скоро довело до слома. Фиби и Пејџ су преузеле на себе проналажење и уништиле су Барбаса.
- Балтазар: Демонски део Кола Тарнера. То је веома снажан, али не и непобедив демон који је има способност бацања енергетских лопти, телепортације, телекинезе и многих других моћи које је покупио или украо од других демона. Балтазар је имао црвено-црно тело и био је крупнији и виши од своје друге половине. Био је озлоглашен демон кога је знало скоро читаво Подземље. Тријада, група злих коју је касније Кол и убио, послала га је на Чаробнице. Балтазар је постао слабији када се Кол заљубио у Фиби, јер је његова добра половина превладала. Једна жена је дошла код Кола Тарнера да освети смрт свог вереника (кога је Балтазар убио за време док је заиста био зао) и није желела да престане све до Балтазарове смрти. Остварила јој се жеља када је бацила напитак којег је Фиби направила да убије Колову злу половину. Балтазар је онда био убијен, али је Кол Тарнер остао жив.
- Рекс Бакланд
- Гидион : Један од најмоћнијих Старешина, Гидеону је поверен положај директора Магичне школе, институције где млада магична бића могу да уче о магији. Првобитно је био један од малобројних Старешина који су били за венчање Пајпер и Леа, али када се Вајат родио, његов став према пару се драстично променио. Плашио се да ће сва моћ коју Вајат поседује проузроковати да он постане зао и незаустављива претња. Пошто је задобио поверење сестара, Гидеон је искористио свој положај пријатеља како би се приближио Вајату. Али је прво унајмио тим Тамносвитаца да уклоне Леа са пута. Он је ковао завере са својим злим панданом у паралелној димензији да би заварао и добре и зле Чаробнице како би могао да убије Вајата. Сестре су схватиле његове планове на време и зауставиле га, али привремено. У завери са Барбасом, који је користио своје моћи да одвуче пажњу сестрама и Лију, Гидеон је успео да киднапује Вајата и убије Криса у процесу. Разјарен смрћу свог сина, Лео је нашао Гидеона у Подземљу и убио га је.
- Пророчица (I): Мудар демон вишег реда који је служио више Извора. Она је предвидела да ће Кол постати нови Извор пошто би Чаробнице уништиле старог. Њен план је био да Фиби постане трудна са Извором. Када је Кол као Извор уништен, видела је прилику, када је бебу имплантирала у себе, и тако постала нови Извор. Она је завршила свој живот када је почела да искоришћава све бебине моћи док је покушавала да убије Чаробнице, уништивши тиме себе и цео Савет.
- Пророчица (II)
- Инспекторка Шеридан: Џења Лејно - Смртна полицајка која је веома сумњала у Чаробнице и велика претња у њиховим покушајима да се не разоткрију не-магичној заједници. Када се превише приближила њиховој тајни, агент Кајл Броди из државне безбедности ју је комирао и ставио је у болницу за ментално оболеле. Касније је била пуштена из болнице без сећања шта јој се десило, али је њена сумња и даље постојала. Занку је убио Шериданову на тавану куће током последње епизоде седме сезоне.
- Извор свег зла - (Бивши) владалац Подземља. Имао је истетовирано лице које је делимично било осакаћено када је искористио своју моћ. Имао је доста својих демонских моћи: бацање ватрених лопти, ватрена телепортација, манипулисање ватром, мењање облика, призивање демона и злих бића, контрола ума, запоседање итд. Његова највећа победа је била када је његов убица, Шекс, убио Пру. Извор је обновио свој рат са Чаробницама када су поново биле окупљене; његова опсесивна потера за њиховом смрћу је довела до његовог краја. Међутим, његове моћи је упио Кол Тарнер (који је био смртник у то време), који се временом предао злу изнутра и постао нови Извор свег зла. Кол је достигао пуну моћ Извора у церемонији која је укључивала Гримоар, мрачни пандан Књизи сенки. Кола су уништиле Чаробнице пошто је његова власт почела. Његова удовица, Фиби, носила је дете Извора, биће чистог зла које је могло да контролише своју мајку из утробе. Пророчица је украла нерођено дете у својој жељи да постане нови Извор, али су их на крају обоје уништиле Чаробнице. Годинама касније, демон „Менди“ је искористила моћи бебе Вајата да поврати стари Извор из мртвих, али је његово присуство кратко трајало; веома брзо по његовом васкрснућу, Извор је поново уништен, захваљујући Чаробницама.
- Крона - Моћна демонка која је покушала да украде Пајперину прву бебу, која је имала најјаче моћи. Након што је одузела Чаробницама чуло вида, слуха и говора, Фиби ју је уништила напитком.
- Хана Вебстер - Рексова љубавница и савезница у Бакланд аукцијској кући. Она је зла вештица нижег реда са моћи да прави ватру и да се трансформише у пантера. Хани није добро ишло чување њене нетрпељивости према Пру тајном. Случајно је убила Рекса када га је Пру преместила испред ње током једног од Пајпериних заустављања времена. Хана је онда спуштена у Подземље и од тад се за њу није више чуло.
- Занку - Моћан демон који је био непријатељ Извора свег зла. Извор га је утамничио из страха, највероватније зато што је Занку био демон који је могао да се пореди са Извором по јачини. Пошто је Извор засигурно умро, а претња од Аватара почела да се приближава, група демона га је ослободила. Имао је моћ да пуца таласе снажне енергија, могао је да се регенерише, баца енергетске лопте, мења облик, осећа ствари на начин на који нико други није могао, да се телепортује на више начина, чита туђа мишљења телепатским путем, имао је неограничене демонске моћи (као Извор) и могао је да апсорбује моћи било кога кога убије, као и многе друге. Он је био интелигентан и, насупрот многим демонима, више је бринуо за опстанак него за несмотрену амбицију да се бори у борби између добра и зла. Занку је покушао да задобије контролу над Сенком у Нексусу како би добио пуну контролу над Књигом сенки и да је учини злом. Уништен је када су Чаробнице изговарале чини да униште Нексус за време док је чувар Сенке и даље био у њему.